# George Van Biesbroeck
Pour les articles homonymes, voir Van Biesbroeck.
George A. Van Biesbroeck (ou Georges-Achille Van Biesbroeck) (Gand, 21 janvier 1880 – Tucson, 23 février 1974) est un astronome belgo-américain.
Il découvrit la comète périodique 53P/Van Biesbroeck, ainsi que les deux comètes non périodiques C/1925 W1 (Van Biesbroeck), ou 1925 VII, et C/1935 Q1 (Van Biesbroeck), ou 1936 I.
Il découvrit également plusieurs astéroïdes.
Il est né à Gand, en Belgique, et devint ingénieur. Cependant en 1904, il abandonna cette profession et rejoignit le personnel de l'observatoire royal de Belgique à Uccle.
En 1915, alors que la Première Guerre mondiale faisait rage, il fut invité à travailler à l'observatoire Yerkes. Il s'installa aux États-Unis avec sa famille et étudia les étoiles doubles, les comètes, les astéroïdes et les étoiles variables. En 1945 il partit en retraite à l'âge de 65 ans, mais resta très actif. En 1963, il vint travailler au Lunar and Planetary Laboratory à Tucson dirigé par Gerard Kuiper.
Van Biesbroeck reçut la médaille James-Craig-Watson en 1957.
L'astéroïde (1781) Van Biesbroeck porte son nom, ainsi que le cratère Van Biesbroeck (en) sur la Lune et la naine rouge l'étoile de Van Biesbroeck (Wolf 1055 AB). Le prix George Van Biesbroeck, décerné par la Société américaine d'astronomie porte également son nom en son honneur.

## Astéroïdes découverts
| (990) Yerkes          | 23 novembre 1922  |
| (993) Moultona        | 12 janvier 1923   |
| (1024) Hale           | 2 décembre 1923   |
| (1027) Aesculapia     | 11 novembre 1923  |
| (1033) Simona         | 4 septembre 1924  |
| (1045) Michela        | 19 novembre 1924  |
| (1046) Edwin          | 1er décembre 1924 |
| (1079) Mimosa         | 14 janvier 1927   |
| (1270) Datura         | 17 décembre 1930  |
| (1312) Vassar         | 27 juillet 1933   |
| (1464) Armisticia     | 11 novembre 1939  |
| (2253) Espinette      | 30 juillet 1932   |
| (2463) Sterpin        | 10 mars 1934      |
| (3211) Louispharailda | 10 février 1931   |
| (3378) Susanvictoria  | 25 novembre 1922  |
| (3641) Williams Bay   | 24 novembre 1922  |